# Andy Moor
Andy Moor (né en 1962) est un musicien expérimental connu notamment pour être guitariste au sein du collectif punk néerlandais The Ex et du groupe britannique Dog Faced Hermans. En 1996, avec Leonid Soybelman, Tony Buck et Joe Williamson, il a fondé Kletka Red et en 2001, le label expérimental Unsounds en compagnie de la designer et photographe Isabelle Vigier et du compositeur Yannis Kyriakides.
Andy Moor est né à Londres. Son parcours de musicien a débuté à Édimbourg au sein de Dog Faced Hermans, groupe mêlant influences post-punk, musiques traditionnelles et improvisation.
En 1990, sur l’invitation de The Ex, il s’est établi aux Pays Bas. En 2008, il a participé au film « Roll Up Your Sleeves », de Dylan Haskins.
En compagnie de Terrie Hessels, autre guitariste de The Ex, il collabore au quartet Lean Left avec Ken Vandermark et Paal Nilssen Love. Il est également actif dans de nombreux autres projets, en duo avec notamment le poète sonore Anne-James Chaton, DJ /rupture, Colin Mclean ou Christine Abdelnour-Sehnaoui.

## Discographie
- Locks (2001, CD, avec Kaffe Matthews, Unsounds)
- Thermal (2001, CD, avec John Butcher/Thomas Lehn, Unsounds)
- Red V Green (2004, CD, avec Yannis Kyriakides, Unsounds)
- Live in France (2007, CD-R, avec DJ /rupture)
- Marker (2007, CD, solo, Unsounds)
- Patches (2008, CD, avec DJ /rupture, Unsuitable Records)
- Everything But the Beginning (2009, CD, avec Colin McLean, Unsounds)
- Le Journaliste (2009, CD, avec Anne-James Chaton, Unsounds)
- Rebetika (2010, CD, avec Yannis Kyriakides, Unsounds)
- Folia (2010, CD, avec Yannis Kyriakides, Unsounds)
- Guitargument (2010, CD, avec Mia Clarke, hellosQuare Recordings)

### Singles
- Transfer 1 Departures (22U) (2011, 7 inch, avec Anne James Chaton, Unsounds)
- Transfer 2 Princess in Car (23U) (2011, 7 inch, avec Anne James Chaton, Unsounds)
- Transfer 3 Flying Machines (24U) (2012, 7 inch, avec Anne James Chaton, Unsounds)